# كيم أه جونغ
كيم أه جونغ (هانغل: 김아중) مواليد 16 أكتوبر 1982 في سيؤول، هي ممثلة، مغنية وعارضة ازياء كورية جنوبية بدأت مسيرتها الفنية عام 2004، معروفة بدور لعب البطولة في الفيلم الرومنسي الكوميدي 200 باوند من الجمال.

## التعليم
إلتحقت بجامعة كوريا والجامعة الدولية لإدارة الفنادق وتخرجت من جامعة كوريا بدرجة الماجستير في الصحافة.

## أفلام
- - When Romance Meets Destiny
  - 200 باوند من الجمال
  - حاضر
  - A Perm
  - my p.s partner
  - Amazing
  - سرق قلبي
  - الملك

## مسلسلات
| عام  | عنوان                           | الدور           | الشبكة     |
| ---- | ------------------------------- | --------------- | ---------- |
| 2004 | إمبراطور البحر                  | ها جين          | كي بي إس 2 |
| 2005 | Our Attitude to Prepare Parting | سيو هي وون      | ام بي سي   |
| 2005 | Bizarre Bunch                   | كيم جونغ نام    | كي بي اس   |
| 2009 | The Accidental Couple           | هان جي سوو      | كي بي اس 2 |
| 2011 | Sign                            | جو دا كيونغ     | اس بي اس   |
| 2014 | Punch                           | شين ها جيزنغ    | اس بي اس   |
| 2016 | Wanted                          | حونغ هايي ان    | اس بي اس   |
| 2017 | Live Up to Your Name            | تشوي ايون كيونغ | تي في ان   |
| 2022 | Grid                            | جيونغ سا بيوك   | ديزني+     |

## وصلات خارجية
- كيم أه جونغ على موقع IMDb (الإنجليزية)
- كيم أه جونغ على موقع ألو سيني (الفرنسية)
- كيم أه جونغ على موقع ميوزك برينز (الإنجليزية)
- كيم أه جونغ على موقع قاعدة بيانات الفيلم (الإنجليزية)
- كيم أه جونغ على موقع كينوبويسك (الروسية)